# 扬·莫内亚
扬·莫内亚（羅馬尼亞語：Ion Monea，1940年11月30日—2011年3月1日），罗马尼亚男子拳击运动员。他曾代表罗马尼亚参加1960年、1964年和1968年夏季奥林匹克运动会拳击比赛，获得一枚银牌和一枚铜牌。